# Magnolia rabaniana
Magnolia rabaniana là một loài thực vật có hoa trong họ Magnoliaceae. Loài này được (Hook.f. & Thomson) D.C.S.Raju & M.P.Nayar mô tả khoa học đầu tiên năm 1980.